# Isola del Cantone

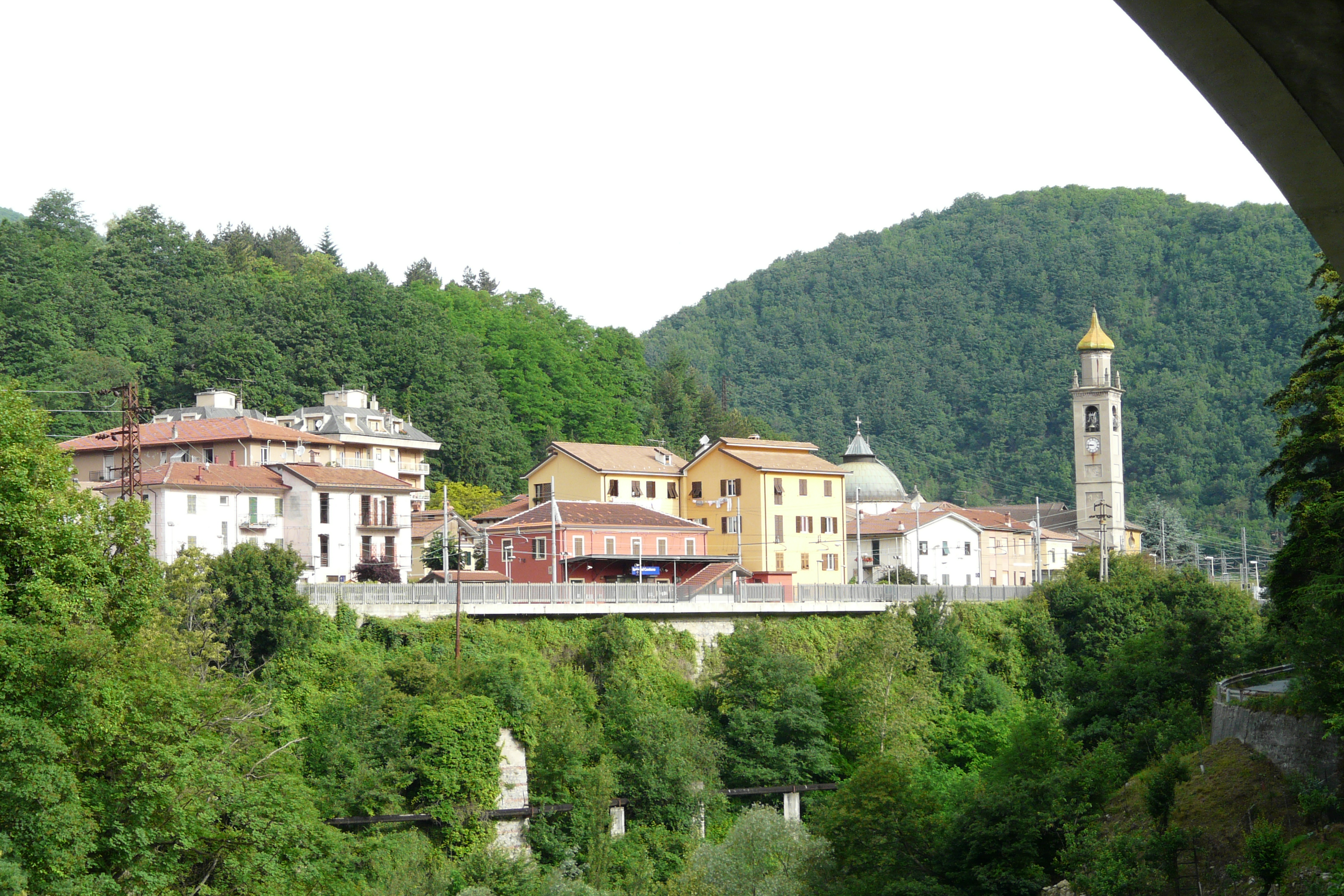
Vista de Isola del Cantone

Isola del Cantone es una localidad y comune italiana de la provincia de Génova, región de Liguria, con 1.549 habitantes.

## Evolución demográfica
| Gráfica de evolución demográfica de Isola del Cantone entre 1861 y 2001 |
|                                                                         |
| Fuente ISTAT - elaboración gráfica de Wikipedia                         |